# إلمار براندت
إلمار براندت (بالألمانية: Elmar Brandt)‏ (و. 1971  م) هو موسيقي ألماني، ولد في دوسلدورف.

## وصلات خارجية
- إلمار براندت على موقع IMDb (الإنجليزية)
- إلمار براندت على موقع ميوزك برينز (الإنجليزية)
- إلمار براندت على موقع ديسكوغز (الإنجليزية)

- إلمار براندت في قاعدة بيانات الأفلام على الإنترنت